# Акиык
Акиык — упразднённое село в Каратальском районе Жетысуской области Казахстана. Входило в состав Канбактинского сельского округа. Исключено из учётных данных в 2010 году.

## Население
В 1999 году население села составляло 142 человека (66 мужчин и 76 женщин). По данным переписи 2009 года, в селе проживало 150 человек (80 мужчин и 70 женщин).

## Известные уроженцы
- Маулен Мамыров (р.1970) — борец вольного стиля, бронзовый призёр Олимпиады-1996.